# Chingaari
Chingaari (Hindi: चिंगारी, ciṅgārī; wörtl.: „Funken“) ist ein Hindi-Film von Kalpana Lazmi aus dem Jahr 2006. Er entstand nach einem Roman von Bhupen Hazarika.

## Handlung
Der tyrannische Dorfpriester Bhuvan Panda hält sich selbst für einen Gott und beugt die Religion nach seinem Willen. Als „Werkzeug“ der der Göttin Kali, zwingt er dem Ort Rangpur in Nordindien seine archaischen Regeln auf. Frauen können für ihn nur in drei Formen existieren: Göttinnen, Mütter und Prostituierte. Letztere besucht er stets in der Nacht im Quartier Lalbatti, wo die Liebesdienerinnen zuhause sind. Mit Vorliebe nimmt er sich die schöne Basanti, die er demütigt und misshandelt. Eines Tages erscheint der junge Chandan Mishra in Rangpur, um das Amt des alten örtlichen Postboten zu übernehmen. Seine Tour führt ihn auch bald nach Lalbatti, wo der unschuldige Mann zum Spielball der Huren wird. Besonders Basanti findet Gefallen an ihn und als Chandan erkennt, dass sie ein gutes Herz hat und nur hier arbeitet, um ihrer Tochter Titali eine bessere Zukunft zu ermöglichen, verliebt er sich in sie. Das weckt den Zorn von Bhuvan Panda und er billigt die bevorstehende Ehe der beiden nicht. Bhuvan Panda plant sogar Basanti zu töten und als Chandan ihn zur Rede stellt, um ihn aufzuhalten, wird er getötet. Währenddessen erwartet Basanti ihren Geliebten am Altar. Als er nicht kommt, bricht Basanti das Herz und in ihrer Verzweiflung kehrt sie zu ihrem Leben als Prostituierte zurück.
Als Basanti die Nachricht von Chandans tagischem Tod erreicht, greifen sie und alle Dorfbewohner den Tempel an und erheben sich gegen die jahrelange Tyrannei. In einer sich steigernden Konfrontation zwischen der Prostituierten und dem Priester wird Bhuvan Panda von Basanti niedergeschlagen und aus dem Ort vertrieben. Sie umarmt daraufhin ihre Tochter und im Dorf kehrt ein neues, befreites Leben ein.

## Hintergrund
Der Film thematisiert den Machtmissbrauch und die Ungerechtigkeiten der Priester in Indien. Unter dem Liebesdreieck zwischen den Hauptfiguren verbirgt sich eine uralte Geschichte, die zeigt, dass nicht einmal „heilige Männer“ von der Korruption der Macht ausgenommen sind. Später wurde es in Tamil als Peyar Sandhya Thozil Dhasi bezeichnet.
Der Film entstand 2006 unter der Regie von Kalpana Lazmi, der auch das Drehbuch schrieb und gemeinsam mit Vikas Sahni Produzent war. Die Musik komponierte Adesh Shrivastava, die Kamera führte Vishal Sinha und für den Schnitt war Zafar Sultan verantwortlich. Die Produktion fand beim Studio Perfect Magic statt.
Am 17. Februar 2006 kam der Film in den Sprachen Hindi und Assamesisch in die indischen Kinos.

## Kritiken
Rediff.com wertete: „Der Film handelt von Ausbeutung, Liebe, Lust und Frauenpower. Es ist eine Geschichte, die das Potenzial hat, ein guter Kunstfilm zu werden, kein Mainstream-Bollywood-Kino im Zeitalter des Multiplex,“aber, er „enttäuscht.“ Es fehle eine „kommerziell tragfähige Geschichte“ und so sei der Film unfähig „das Publikum zu halten“ und würde stattdessen langweilen. Der „einzig mögliche Grund, sich diesen Film anzusehen“ wäre Sushmita Sen. Sie zeige eine großartige Leistung und „huscht durch die Bandbreite der Gefühle – von verspielt, frech bis mütterlich; vom opfernden, leidenden, hilflosen Mädchen zu einer Frau, die verachtet wird und ihre Wut entfesselt – mit müheloser Souveränität.“
Taran Adarsh von der bollywoodhungama.com meinte: „Es gibt zwei Hauptprobleme mit ‚Chingaari‘. Erstens, ein Thema wie dieses – auch wenn es immer noch in irgendeiner Ecke Indiens passiert – ist nicht gerade die Art von Kinogängern, die heutzutage bevorzugt werden. Das zweite Problem ist, dass die Geschichte, die in 1,45 Stunden hätte erzählt werden können, auf ca. 2,45 Stunden“ gestreckt ist.
Ähnlich urteilte  bollywoodmantra.com: „Der Film ist außergewöhnlich lang und kurvenreich, und die Lieder scheinen die Erzählung nur zu unterbrechen.“ Man hat das Gefühl, sie wurden „in das Drehbuch verflochten[…] nur um es kommerziell rentabel zu machen. Der Editor hätte einen besseren Job machen können, da der letzte Teil des Films sinnlos lang erschien.“
Bei molodezhnaja.ch war zu lesen: „Anstatt eine Geschichte in Bild und Ton zu erzählen, baut Lazmi ganz auf Worte und lässt ihre Protagonisten oft minutenlang referieren und erzählen. Das ist ein grauenhaft langweiliges Instrument und wird besonders anstrengend, wenn Mithun Chakraborty es benutzt: Der gealterte Star mutiert hier zur Karrikatur und spielt die Prediger-Rolle viel zu passiv […]. Er chargiert, bis sich die Balken biegen, speit jeden Satz aus, als sei es der wichtigste, den er jemals formuliert hat - und tut dies dementsprechend langsam. Unglaublich langsam. Man bekommt graue Haare, ehe dieser Mann endlich ausgeholt hat und seine Weisheiten wie ‚Prostituierte sind dazu da, Männer zu befriedigen‘ zum Besten gegeben hat. […] Derartige Plattitüden sprudeln ununterbrochen und wollen nicht enden. Es ist eine Pein.“